# Cristian Hidalgo
Cristian Hidalgo González, más conocido como Cristian (nacido el 21 de septiembre de 1983 en Barcelona) es un exjugador de fútbol español que actualmente está retirado.
Producto de la escuela de fútbol del Club Esportiu Sant Gabriel, de la cual pasó a la factoría de juveniles del FC Barcelona, Cristián anotó tres goles durante la temporada de su debut, la 2003-2004 y cuatro goles en la campaña siguiente, jugando como delantero. Pero sus entrenadores en el Barcelona cambiaron su rol al de extremo, adaptándose muy bien a esta posición, terminando la temporada 2005-2006, marcando once goles.
Cristian firmó por el Deportivo de La Coruña en 2006. Tras su paso por el Deportivo de La Coruña, en 2009 fichó por el Hércules CF, firmando por tres temporadas.
Antes de iniciarse la pretemporada en verano de 2011, el club le comunicó que no contaba con él, desvinculándose de la entidad alicantina a finales de octubre. A mediados de marzo de 2012 ficha por el Elche Club de Fútbol hasta final de temporada.
Cristian terminó contrato con el Elche CF el 30 de junio de 2012. Pasando a fichar por el Alki Larnaca chipriota.
En el año 2013 es fichado por el PFC Cherno More Varna de Bulgaria.

## Trayectoria
| Equipos                  | País      | Temporada | Partidos | Goles |
| ------------------------ | --------- | --------- | -------- | ----- |
| Barça B                  | España    | 2003-2005 | 93       | 18    |
| F. C. Barcelona          | España    | 2005-2006 | 1        | 0     |
| Deportivo de La Coruña   | España    | 2006-2009 | 69       | 2     |
| Hércules CF              | España    | 2009-2011 | 46       | 5     |
| Elche CF                 | España    | 2012      | 17       | 0     |
| Alki Larnaca FC          | Chipre    | 2012      | 10       | 1     |
| PFC Cherno More Varna    | Bulgaria  | 2013      | 14       | 1     |
| Bnei Sakhnin FC          | Israel    | 2013-2014 |          |       |
| Chennaiyin FC            | India     | 2014-2015 |          |       |
| Mogreb Atlético Tetuán   | Marruecos | 2015      |          |       |
| FC Ceahlăul Piatra Neamț | Rumania   | 2016      |          |       |
| EC Granollers            | España    | 2016-2017 |          |       |
| UE La Jonquera           | España    | 2017-2018 |          |       |
| FC Martinenc             | España    | 2018      |          |       |
| FC Ordino                | Andorra   | 2018-2020 |          |       |
| UDA Gramenet             | España    | 2020-2021 |          |       |